# Günter Kegel
Günter Kegel (* 30. April 1933 in Dortmund; † 31. Oktober 1994 in Aachen) war ein deutscher Neutestamentler, Pfarrer und Akademischer Oberrat. Kegel lehnte eine personale Gottesvorstellung im Neuen Testament ab. Das gemeinsame Anliegen der neutestamentlichen Autoren sei die „Heilung der Welt“. 

## Leben
Günter Kegel studierte Evangelische Theologie und bestand im Jahr 1957 die Erste Theologische Prüfung; im Jahr 1960 legte er die Zweite Theologische Prüfung in der Evangelischen Kirche von Westfalen ab. Am 19. Juni 1960 wurde Kegel in Gütersloh ordiniert. Zunächst Hilfsprediger, wurde er Ende 1961 zum Pfarrer des Kirchenkreises Lüdenscheid berufen. Mit dieser Stelle war die Erteilung von Religionsunterricht an einer berufsbildenden Schule verbunden. Im Jahr 1963 wechselte Kegel auf eine Pfarrstelle der Vereinigten Kirchenkreise Dortmund.
Seine Dissertation (1967) war eine traditionsgeschichtliche Untersuchung zum Thema Auferstehung im Neuen Testament. Seit 1966 lehrte er im Auftrag der Evangelisch-theologischen Fakultät der Universität Bonn an den Außenstellen in Aachen und Köln Exegese in der Ausbildung von Religionslehrern der Sekundarstufe II. Kegel erarbeitete seine Theorie der Heilung der Welt mit den Studierenden in Köln und Aachen, „die mehr und mehr mit den Hypothesen konfrontiert wurden und viel Verständnis dafür gezeigt haben.“ An der Bonner Fakultät reichte Kegel zwei Habilitationsschriften ein. Beide wurden abgelehnt. Im Jahr 1988 veröffentlichte er die im Fach Neues Testament eingereichte Habilitationsschrift unter dem Titel Und ich sah einen neuen Himmel und eine neue Erde und erläuterte dazu: „Ich habe mich belehren lassen, daß man seine wissenschaftliche Qualifikation nicht durch eine Neuinterpretation weiter Partien des neuen Testamentes erweisen kann, ohne die exegetische Kompetenz an jeder verhandelten Bibelstelle durch eingehende Auseinandersetzung mit der Fachliteratur und durch entsprechende Anmerkungen und ein umfangreiches Literaturverzeichnis zu dokumentieren. Das unterblieb …“
Anfang der 1990er Jahre hatte Günter Kegel abgesehen von seiner Tätigkeit in der Lehrerausbildung mehrere Ämter in der Evangelischen Kirche im Rheinland; er war „stellvertretender Vorsitzender des Presbyteriums der Evangelischen Kirchengemeinde Roetgen, Mitglied der Kreissynode des Kirchenkreises Aachen, stellvertretendes Mitglied der Landessynode.“ Am 17. April 1991 übersandte Kegel seine 95 Thesen zu einer überfälligen Kirchenreform an die Leitung der Evangelischen Kirche im Rheinland; das Begleitschreiben verwies auf die bisher vergeblichen Bemühungen des Präses Peter Beier, eine Diskussion über theologische Grundfragen in Gang zu bringen. Die Kirchenleitung bat den Ständigen Theologischen Ausschuss um eine Stellungnahme zu Kegels Thesen; dieser lehnte die Aufgabe allerdings mit Schreiben an Kegel vom 3. September 1991 ab.
Der Konflikt Kegels mit seiner Landeskirche erfasste entsprechend ihrer presbyterial-synodalen Struktur Kirchengemeindeleitung, Kreissynodalvorstand und maßgebliche Vertreter der Evangelischen Kirche im Rheinland. In einem Brief an Präses Beier vom 16. August 1994 forderte Kegel, die Landeskirche möge ihn entweder rehabilitieren oder ihm die Ordinationsrechte entziehen. Ein Schreiben von Präses Beier an Kegel vom 11. Oktober 1994 (GZ Nr. 2189 II Az 41 Roetgen 12) machte deutlich, dass ein Lehrbeanstandungsverfahren und der Entzug der Ordinationsrechte die Folge von Kegels theologischen Thesen sein werde. Kegel starb aber bereits drei Wochen später an einem Herzinfarkt.
Günter Kegel war verheiratet und hatte vier Kinder.

## Lehre
Mit seiner Dissertation verortete sich Kegel in einer Forschungsdiskussion, zu der Hans Graß (Ostergeschehen und Osterberichte, 1956), Karl Heinrich Rengstorf (Die Auferstehung Jesu: Form, Art und Sinn der urchristlichen Osterbotschaft, 1952) und Ulrich Wilckens (Die Bedeutung der Auferstehungsbotschaft für den Glauben an Jesus Christus, 1966) wesentliche Beiträge geleistet hatten. Der Rezensent Hans-Friedrich Weiß würdigte, damit läge „der erste monographische Versuch vor, die gesamte Auferstehungsproblematik des Neuen Testaments unter traditionsgeschichtlichem Aspekt zu erfassen und zu lösen.“
Die 1988 erschienene Monographie Und ich sah einen neuen Himmel und eine neue Erde beansprucht, ein „Plädoyer für einen Neuansatz der Theologie“ zu sein. Die Theologie solle sich nicht einem Heilsereignis in der Vergangenheit zuwenden, sondern der „Heilung der Welt.“ Kegel zufolge haben die Autoren des Neuen Testaments „von ‚theos‘ nicht als von einer Person gesprochen. Sie müssen eine Wirklichkeit von anderer Art gemeint haben […] Im Neuen Testament bedeutet ‚theos‘ … das Ideal einer heilen Welt.“ Jesus von Nazareth sei eine historische Gestalt, aber nur als Initiator eines Prozesses zur Heilung der Welt relevant. „Jesus von Nazareth hat seine Schüler aufgefordert und ermutigt, in seiner Nachfolge den Prozeß der Heilung der Welt zu betreiben.“
Gemeinsam mit Elisabeth Moltmann-Wendel gab Günter Kegel 1992 einen Kommentarband zum Gutachten der Tübinger Evangelisch-theologischen Fakultät zur Feministischen Theologie heraus. Kegels Beitrag in diesem Band beleuchtete die Argumentation der Tübinger Fakultät kritisch – wie Notger Slenczka anmerkte, methodisch zu Recht.
Im Jahr 1994 erschien Glaube ja, Kirche nein? Anstiftung zu einer neuen Reformation. Kegel forderte die evangelischen Kirchen dazu auf, das Schriftprinzip und die Bekenntnisbindung abzuschaffen. „Zur offiziellen Verkündigung der Kirche gehört nicht mehr die Werbung für einen Glauben an eine weltüberlegene Gott-Person, an eine zweite von ihr zu schaffende Welt und an die individuelle Neuexistenz der Gestorbenen in dieser Welt.“ Als Initiator der Heilung der Welt hat Jesus die von ihm erkannte und begonnene Aufgabe seinen Schülern weitergegeben; insofern die Kirche die Initiative Jesu fortsetzt, kann sie sich zu Recht auf ihn berufen; doch hatte Jesus nicht die Kompetenz, anderen Menschen Aufträge zu erteilen. „Der mit Jesus betriebene Personenkult ist Götzendienst und darum abzubauen.“

## Schriften
- Auferstehung Jesu – Auferstehung der Toten: eine traditionsgeschichtliche Untersuchung zum Neuen Testament (Dissertation) Gütersloher Verlagshaus G. Mohn, 1970, ISBN 3-579-04068-5
- Vom Sinn oder Unsinn, biblische Geschichten zu erzählen, Gütersloher Verlagshaus G. Mohn, 1971, ISBN 3-579-04087-1
- Und ich sah einen neuen Himmel und eine neue Erde, Gütersloher Verlagshaus G. Mohn, 1988, ISBN 978-3-579-00086-2.
- Feministische Theologie im Kreuzfeuer, herausgegeben von Elisabeth Moltmann-Wendel und Günter Kegel. Gütersloher Taschenbücher 1992, zweite Auflage 1995, ISBN 3-579-00536-7 / ISBN 978-3-579-00536-2, darin: Wie Man(n) mit der Feministischen Theologie nicht umgehen sollte. Analyse und Kritik eines „Gutachtens“, S. 71–154.
- Glaube ja, Kirche nein? Anstiftung zu einer neuen Reformation. Kreuz-Verlag, Stuttgart 1994, ISBN 978-3-7831-1301-3.